# ジャンルカ・ペトラーキ
ジャンルカ・ペトラーキ（Gianluca Petrachi、1969年1月14日 - ）は、イタリア・レッチェ出身の元サッカー選手で。現役時は中盤の様々なポジションでプレーした。

## 経歴
1986年にレッチェでキャリアをスタートさせた。この頃にチームメートであった、アントニオ・コンテとは兄弟同様の間柄であった。その後、セリエBやCのチームを渡り歩いた。1994-95シーズン、トリノFCに加入し、リーグ開幕戦のインテル戦でセリエAデビューを果たした。
1998-99シーズンにペルージャ・カルチョに加入、同シーズンのリーグ開幕のユヴェントス戦で中田英寿の移籍後初ゴールのお膳立て、24節のエンポリ戦でセリエA初得点を決めるなど、ペルージャでは主に右サイドハーフとしてチームのA残留に貢献した。1999-00シーズン、開幕前にノッティンガム・フォレストに引き抜かれたが、目立つ活躍が出来ず、2000年にレンタルでペルージャへ複帰した。2002-03シーズン、ターラントFC1927に加入したが、シーズン終了後に引退した。セリエAでは通算出場60試合5ゴール、この5ゴールは全てペルージャ時代の1998-99シーズンに挙げたものであった。
引退後はトリノFC、ASローマのスポーツダイレクターを務めた。